# David Hawker
David Peter Maxwell Hawker  (ur. 1 maja 1949 w Adelajdzie) – australijski polityk, działacz Liberalnej Partii Australii, Oficer Orderu Australii.
W latach 1983–2010 reprezentował okręg wyborczy Wannon w Izbie Reprezentantów. Od 2004 do 2008 pełnił funkcję spikera tej izby.